# Erik Gnupsson
Erik Gnupsson eller Eiríkr Gnúpsson, också känd som (latin) Henricus (1000-, 1100-talen), född på Island, var en isländsk kyrkoman som senare utnämndes till biskop av Grönland, med säte i Garðar.
Han anses som Amerikas förste biskop, utnämnd av påve Paschalis II, 400 år innan Christopher Columbus första resa över Atlanten, eftersom Gnupsson gavs ansvar för provinsen Grönland och Vinland. Den senare tolkas som motsvarande Newfoundland.

## Källhänvisningar
1. ↑  Historical Records and Studies, volume 12 (1918)
2. ↑  Richard H. Clarke (1872): "Lives of the deceased bishops of the Catholic Church of the United States", vol.1, s. 16. Archive.org. Läst 31 december 2014. (engelska)